# 源平合戦 (コーエー)
『源平合戦』（げんぺいかっせん）は、光栄（現・コーエーテクモゲームス）から発売されたPC-9801用歴史シミュレーションゲーム。家庭用ゲーム機には移植されなかった作品のため、他のシリーズに比べて知名度は低い。
2004年10月24日に、「コーエー25周年記念パック Vol.4」が発売された。2005年7月15日には「コーエー定番シリーズ」で単品発売されている。

## 内容

### 概要
プレイヤーは源頼朝、源義経、平清盛、平宗盛、源義仲、藤原秀衡などの源平の争乱に活躍した武将のひとりとなって他勢力の打倒を目指す。
1180年、源頼朝が石橋山の合戦からのがれ、鎌倉に拠を構えたところから始まり、平家が壇ノ浦の海戦で滅び、頼朝と義経の対立が露わになった時代までを扱っている。

### 各勢力の特徴
基本的には九州北部から東北までの、日本列島エリアに散在する拠点を奪い合う信長の野望シリーズや三國志シリーズと同タイプであるが、本作では各勢力固有のコマンドが存在して、特色・個性を打ち出している。
清和源氏
戦闘時の計略等に「財貨（金銭）」が殆どかからないが「商業奨励」が出来ないので、不足しがちな財貨は兵糧を売って補う必要がある。あまりに時間がかかると赤字になることもある。源氏は動員兵の訓練が出来、武将の「武力」「勇名」が高い。また、3勢力中、唯一「弓術」を上げられる「流鏑馬」を実行可能である。
桓武平氏
「商業奨励」ができ、「優雅」の高い人材が多く、三勢力中唯一可能な「歌会」による朝廷親密度のアップがしやすいが、何をするにも財貨が要る。動員兵の訓練が出来ないので、雑兵の数を揃えて補う必要がある。武将の「優雅」が高く特殊技能「操船」を持つ武将が多いため、海戦が有利。
奥州藤原氏
「金山開発」によって、非常に豊かな拠点である平泉の「金」収入をさらに上げられるが、武将の能力、頭数はやや不足している。

### 武将の能力
武将にはそれぞれ、知力・武力・優雅・勇名・菩提・加護・無常・弓術という能力値のほかに、和歌・音楽・奇略・操船といった特殊能力が設定されている。ただし、特殊能力を持たない武将もいる。源平の各棟梁の能力を例示すれば、
- 清盛：知力96、武力 75、優雅100、勇名85、加護98　特殊能力：音楽・奇略・操船
- 頼朝：知力95、武力 78、優雅 73、勇名95、加護90　特殊能力：なし
- 義仲：知力21、武力108、優雅 12、勇名83、加護79　特殊能力：奇略
- 義経：知力75、武力102、優雅 74、勇名90、加護86　特殊能力：音楽・奇略

となる。
毎年1月になると、年齢が25歳未満の武将は知力・武力・弓術の能力値が2ずつ上昇し、60歳以上の武将は武力・弓術が1ずつ低下してゆく。
また、本作の特徴として、源平合戦の諸行無常を表現した「無常」という能力値がある。「優雅」の値が高い敵将を捕らえて斬ることで「無常」の値が上がる。この値が一定数に達すると、その武将は世を儚んで出家し、以降ゲーム上に登場しなくなる（例：熊谷直実）。

### 戦闘システム
拠点をつなぐ「ポイント・トゥ・ポイント」制ではあるが、「行軍」システムも採用され、拠点外で敵軍と遭遇すると「野戦」となる。野戦は、画面中央に正方形の凹凸のあるマップに、左右上方に対戦する武将のバスト・ショットという珍しいグラフィックを用いている。指示は各ターン開始時に決めたら、あとはオートで進行し、細かい操作はできない。移動手段として「待機」「接近」「接触」「迂回」「回避」「離脱」、攻撃方法として「弓矢」「肉弾（白兵戦）」「特殊（落石・突撃・組み打ちなど）」「防御」がある。
「特殊」は、後述する特殊能力「奇略」がある武将だと成功率が高くなる。落石、突撃で敵の動員兵に大ダメージを与えたり、時には敵の武将を一撃で生け捕りにすることもある。

### 朝廷関係
本作では「朝廷」関連との関係性も他の作品より大きい。
まず、ゲーム上における武将の動員兵力数は、朝廷より叙せられる官位の上下の格によって決定される。
たとえば「前太政大臣」清盛が5000の兵力を動かすことができる一方で、無官の武将は500の兵力しか動かせない。武力が高くても官位の無い武将は、武力が低くても官位のある武将に敗れることも多い。
官位を得るためには、朝廷関係が重要であり、これは武将の「優雅」という能力に左右される。「優雅」値は義仲や頼朝など東国武士勢力は低く、都育ちの平家は高い。
動員兵の数に関係する官位は、毎年1月、7月に行われる「論功行賞」にて、朝廷関係者が下賜することで基本的に得ることができる。一定以上の勲功が溜まった武将がおり、かつ「朝廷関係」（朝廷友好度）が70以上だと勲功に応じた官位がいくつか下賜される。朝廷関係は朝廷に金銭を献上する他（金200につき1上昇）、平氏のみ「歌会」を成功させることによっても上昇する。
各拠点には「治安」（民忠誠度のようなもの）という数値が設定されており、自勢力が支配している拠点のうち、1カ所でも40未満の箇所があると、季節の変わり目に朝廷関係が低下してしまう。また、治安が30未満の拠点は季節の変わり目毎に人口が減少し、逆に50以上の拠点は人口が増加していく。

### 朝廷の陰謀
歴史上でも、天下人であった清盛や頼朝は、朝廷との関係、特に後白河法皇との関係に常に悩まされていた。ゲーム上でも朝廷勢力が存在し、ゲーム上における最大勢力や、京都を支配している勢力、または朝廷関係が極端に悪い勢力に対して様々な陰謀を仕掛けてくる。配下武将を篭絡して忠誠度を下げたり、その勢力から離反させたり、豪族勢力を武家勢力に昇格させたり、あるときには公家衆（九条兼実、近衛基通など）を新たな武将として最大勢力に対抗する勢力に家臣として送り込むこともある。公家だから武力は低いが、政治力や知力が高いため、敵の勢力が強化されることは必至である。しかもこの朝廷勢力は他の勢力と違って武力で取り潰すことは不可能である。

### イベント
本作では、歴史上の出来事を反映した様々なイベントが用意されている。
- 兄と弟：頼朝と義経の再会を祝するイベントで、シナリオ1開始直後に起こる。
- 還都：清盛は以仁王の乱後、福原に遷都していたが、ゲームでは京都（平安京）の治安が乱れているのを理由に都を戻すこととなる。還都した場合、京都の治安が上昇する。
- 英雄の死：史実通り、平家の大黒柱である清盛が熱病にかかって死ぬイベント。1181年2月以降にほぼ確実に起こる。頼朝が死んでいると、このイベントは起こらないため、頼朝を捕らえて殺すことによって回避できる。
- 朝日将軍：京都に入った義仲が、後白河法皇から朝日将軍（旭将軍）に任命されるイベント。義仲の動員力が4900にもなり、平家武将全員の官位が解かれる。今井兼平など、一部の有力武将にも官位が与えられる。平氏でプレイした場合には、「朝廷関係を100に保つ」「平安京を制圧する」、この2つの条件のうちのどちらかを満たせばこのイベントが起こることはない。
- 富士川の戦い
- 倶利伽羅峠の戦い
- 鵯越
- 敦盛最期：熊谷直実は敦盛を討ったことによって、「無常」値が90以上となって出家してしまう。
- 扇の的

### シナリオ
シナリオ1「頼朝、鎌倉に拠を構える」（1180年10月）
時代設定は歴史上での富士川の戦い前夜の、平氏政権の絶頂期である。そのため、清盛は全国の半分以上を支配し、兵力・経済力の面で他の勢力を圧倒している。唯一の対抗馬である頼朝は、人材の質と量においては清盛に負けていないが、支配している拠点の数が少なく、周囲を敵に囲まれている。このシナリオでは頼朝、清盛、義仲、秀衡をはじめ、武田信義、新田義重、足利俊綱、佐竹秀義、河野通清、緒方惟栄（惟義）、城資永（資長）、湯浅宗重、田口成良（重能）、大庭景親、永縁らの地方豪族など多数の勢力が存在する。
シナリオ2「義仲、入京を果たす」（1183年7月）
時代設定は歴史上の倶利伽羅峠の戦いで義仲軍に敗れた平家が都落ちした直後である。平家はすでに清盛亡く、宗盛が後を継いでいる。支配する拠点の数はシナリオ1から半減し、衰退は否めないものの、平教経らを擁して巻き返しを期している。他の武家勢力では12の拠点を支配する義仲、11の拠点を支配する頼朝、拠点こそ少ないものの金山を有して経済力を誇る秀衡がいる。また、地方豪族は淘汰が進み、緒方惟栄、河野通信、足利俊綱、菊池隆直（高直）、湯浅宗重らが各地に割拠している。
シナリオ3「平氏、西海で再建を図る」（1184年10月）
時代設定は、義仲が頼朝が送り出した源範頼・義経兄弟によって滅ぼされ、直後の一ノ谷の戦いによって平家が大敗を喫した直後である。そのため、頼朝の勢力は拠点を25にするまで拡大している。平家は一ノ谷の大敗で武将の多くを失っており、有能な人材も多く抱える頼朝にとってもはや敵ではなくなってきている。しかし、秀衡が武将数や有能な配下を増やしており、頼朝にとって厄介な存在となっている。豪族勢力では河野通信、菊池隆直、緒方惟栄、熊野湛増らが存在する。
シナリオ4「義経、兄頼朝と敵対す」（1185年10月）
時代設定は、平氏が壇ノ浦で滅亡し、頼朝と義経との対立が始まった時期である。豪族勢力では菊池、緒方が存在する。武家勢力では、34の拠点を支配して天下制覇目前の頼朝と、平安京（京都）の1拠点しか支配していないものの、武蔵坊弁慶ら有能な武将を配した天才武将・義経と武将の頭数や経済力が豊かな秀衡とがそれを阻止するため争うこととなる。